# دير الشهيد مار باسوس في حيدل

## استشهاد مار باسوس
بعد استشهاد مار باسوس واخته مارت شوشان في سنة 379, أخذ أهل قرية حيدل المسيحيون ودفنوا جسد القديس مار باسوس باكرام كبير، وشيدوا ديرا باسمه في قمة جبل وادي جهنم بالقرب من حدل وفوق قرية اسفس سنة 388. وبالسريانية ܕܝܪܐ ܕܡܳܪܝ̱ ܒܳܣܘܣ ܒܩܪܝܬܐ ܕܚܝܕܠ - ܪܳܓܼܘܠܳܐ ܕܓܺܗܰܢܐ. حيث يتبع الدير لكنيسة أنطاكية السريانية الأرثوذكسية, في حدود أبرشية طورعبدين اليوم، وسابقا في أبرشية بيث زبداي حتى عام 1927 - شمال شرق سوريا.
حيث كان أبوزرد حاكم ولاية بازبدي والد باسوس وشوشان، وثنياً مجوسياً، وكان أخو شابور ملك الفرس، الذي كان قد ولى سنحاريب على آثور، وولى أخوه أبازرد على بازبدي (آزخ وتسمى اليوم بالتركية إيدل Idil)، وكان له مركزان واحد في بازبدي، والآخر في فير أو فيرين (تسمى اليوم فيل Bereketli)، وكان أبازرد قد جلب سبية مسيحية من أرزون مقدار أحد عشر ألف مسيحياً، وكان قد ربا ولديه باسوس وشوشان على التربية المجوسية ووضع لهما خادماً من أبناء السبي هو اسطيفانوس،
ففي أثناء رحلة حرب قام بها أبازرد مع أخيه شابور، قام الشاب اسطيفانوس بتعليم باسوس (ܒܣܘܣ الذي يعني بالفارسية زهرة) وشوشان (سوسن وتعني بالفارسية وردة وبالسريانية شوشنتو ܫܘܫܰܢܬܐ ܫܘܫܢ)، قام اسطيفان بتعليمهم مبادئ الإيمان المسيحي، وفي أثناء خرجهم معه في وادي جهنم للرعي أخذهم بقرب مغارة للقديس مار لونجينا العابد، الذي فتح ذهني مار باسوس واخته التوأم مارت شوشان إلى نور الإيمان المسيحي، فطلبا أن يتعمذا، فنالا سر المعموذية المقدسة واستنارت أساريرهما بنور الإيمان ومعرفة الإله الحقيقي الواحد، وكانا في عمر اثنتي عشرة سنة،
وحين عاد والدهما من الحرب اغتاظ وصعد غضبه عليهما حتى كللهما بإكليل الشهادة بالدم مع معلمهما الخادم الأمين اسطيفانوس ومعمدهما مار لونجينا والأحد عشر ألف شهيداً رفاقهم الذين تكللوا بأكاليل الشهادة في منطقة وادي جهنم في 11 من شهر أيار سنة 379.
وتباركت منطقة بيث زبداي ووادي جهنم (ܪܳܓܼܘܠܳܐ ܕܓܺܗܰܢܐ) من رفاتهم الطاهرة.

## زنار السيدة العذراء مريم أم النور وذخائر مار باسوس
أخذ القديس مار توما (وهو أحد تلاميذ السيد المسيح الإثني عشر) الزنار معه عند رجوعه مرة ثانية إلى الهند، وصحبه في الأماكن التي كرز فيها حتى وفاته فحُفظ الزنار مع رفات هذا القديس طوال أربعة قرون، ثم في أواخر القرن الرابع للميلاد في عام 394 م نقل هذا الزنار المقدس من الهند إلى الرها (أورفا -اليوم في جنوب شرق تركيا) مع رفات القديس مار توما، ثم نقل الزنار وحده إلى كنيسة مريم العذراء في حمص سنة 476 م حيث أن راهباً من رهبان دير مار باسوس بقرية حدل (كفشننا - طورعبدين - تركيا اليوم) يدعى الأب داود الطور عبديني قد حل في كنيسة العذراء بحمص - سوريا ومعه رفات الشهيد مار باسوس وتركه فيها وكان معه أيضاً زنار السيدة العذارء المقدس. وقد دلَّ على ذلك أنه عند اكتشاف الزنار كانت معه بعض عظام هي رفات مار باسوس، وقد خلَعَ الزنار المقدس اسمه على كنيسة العذراء فأصبحت تعرف منذ ذلك العهد باسم كنيسة الزنَّار أو كنيسة أم الزنَّار.
وللعلم فإن جزء من رفات الشهيد العظيم كان مدفونا في كنيسة أم الزنار بحمص،سوريا مع زنار السيدة العذراء مريم أم النور منذ عام 476 عندما أحضر أحد رهبان دير مار باسوس في قرية حدل بطورعبدين وهو الراهب داوود الطورعبديني زنار السيدة العذراء الشريف إلى حمص في ذلك الزمان وكان معه جزء من رفات القديس الشهيد مار باسوس الذي، حصلت منه معجزات لأشراف البلد الوجيه السرياني بطرس الحمصي. وظل الرفات مع زنار العذراء الطاهر مدفونا في بيعتها الطاهرة في حمص إلى أن اكتشفه الطيب الذكر البطريرك مار اغناطيوس أفرام الأول برصوم في خمسينيات القرن الماضي 1953.
وتعيد الكنيسة السريانية والشرقية في كل عام في ال11 من أيار بعيد استشهاد القديسين الشهداء مار باسوس وأخته شوشان ومعلمهما اسطيفانوس ومعمدهما القديس العابد لونجينا 379م + الذي كان يتعبد آنذاك في مركفشن ورفاقهم الشهداء، فلتكن صلواتهم وشفاعاتهم مع شفاعة أم النور معنا جميعا آمين.
وفي يوم عيد استشهاد هذا القديس الشهيد مار باسوس 11- أيار-2014م: قد كرمه الرب وبصلوات الطاهرة القديسة أم النور العذراء مريم أولا وآخرا بأن يتم القداس مجددا في كنيسة أم الزنار بحمص في يوم عيده. بعد أن كانت الكنيسة ل 3 سنوات قد اعتدي عليها من بعض الظلاميين ودمرت.
ܨܠܘ̈ܬܟܘܢ ܥܡܢ ܣܗ̈ܕܐ ܒܪ̈ܝܪܐ ܘܒܪ̈ܝܟܐ ܡܪܝ ܒܣܘܣ ܘܚܬܗ ܫܘܫܢ ܘܡܪܝ ܐܣܛܝܦܐܢܘܣ ܡܠܦܢܗܘܢ ܘܡܪܝ ܠܘܢܓܝܢܐ ܡܥܡܕܢܗܘܢ ܕܡܬܥܢܘܐ ܗܘܐ ܒܡܥܪܬ ܟܦܫܢ ܨܠܘܬܗܘܢ ܥܡܢ ' ܠܨܠܘ̈ܬܗܘܢ ܢܫܡܥ ܡܪܝܐ ܘܢܚܣܐ ܠܢ ܐܡܝܢ
فلتكن صلوات أم النور العذراء مريم سوراً حصيناً ومعنا جميعاً آمين
1. Dayro_dMor_Bosous_Hedel

## مراجع

وادي جهنم - وادي إسفس وكفشن وحدل - ܪܳܓ̥ܘܠܐ ܕܓܺܗܰܢܐ

## وصلات
- كفشنا
- حيدل
- طور عبدين
- آزخ
- مذابح سيفو
- شرناق (محافظة)
- سريان أرثوذكس
- دير مار كبرئيل
- دير مار أوكين
- كنيسة أم الزنار
- القامشلي

سريان أرثوذكس